# Ластівка довгохвоста
Ластівка довгохвоста (Hirundo atrocaerulea) — вид горобцеподібних птахів родини ластівкових (Hirundinidae). Поширений в Африці.

## Поширення
Вид поширений на південному сході Африки від ПАР до Танзанії. Зимує північніше озера Вікторія. Цей птах розмножується на гірських луках, віддаючи перевагу горбистим місцевостям з великою кількістю опадів. Взимку віддає перевагу відкритим лукам, порослим кущами та деревами. Чисельність виду становить не більше 4 тис. птахів.

## Опис
Маленька ластівка, завдовжки 18–25 см. Дорослі птахи мають блискуче сталево-блакитне забарвлення з довгими стрічками на хвості, які особливо помітні у самців. Біле пір'я видно на крупі та боках, коли птахи чистяться, особливо під час залицяння. При поганому освітленні блакитні ластівки виглядають майже чорними, тому їх можна прийняти за чорних ластівок (Psalidoprocne spp.), які зустрічаються на всьому ареалі розмноження.